# مجلس ملی چهارم ونزوئلا

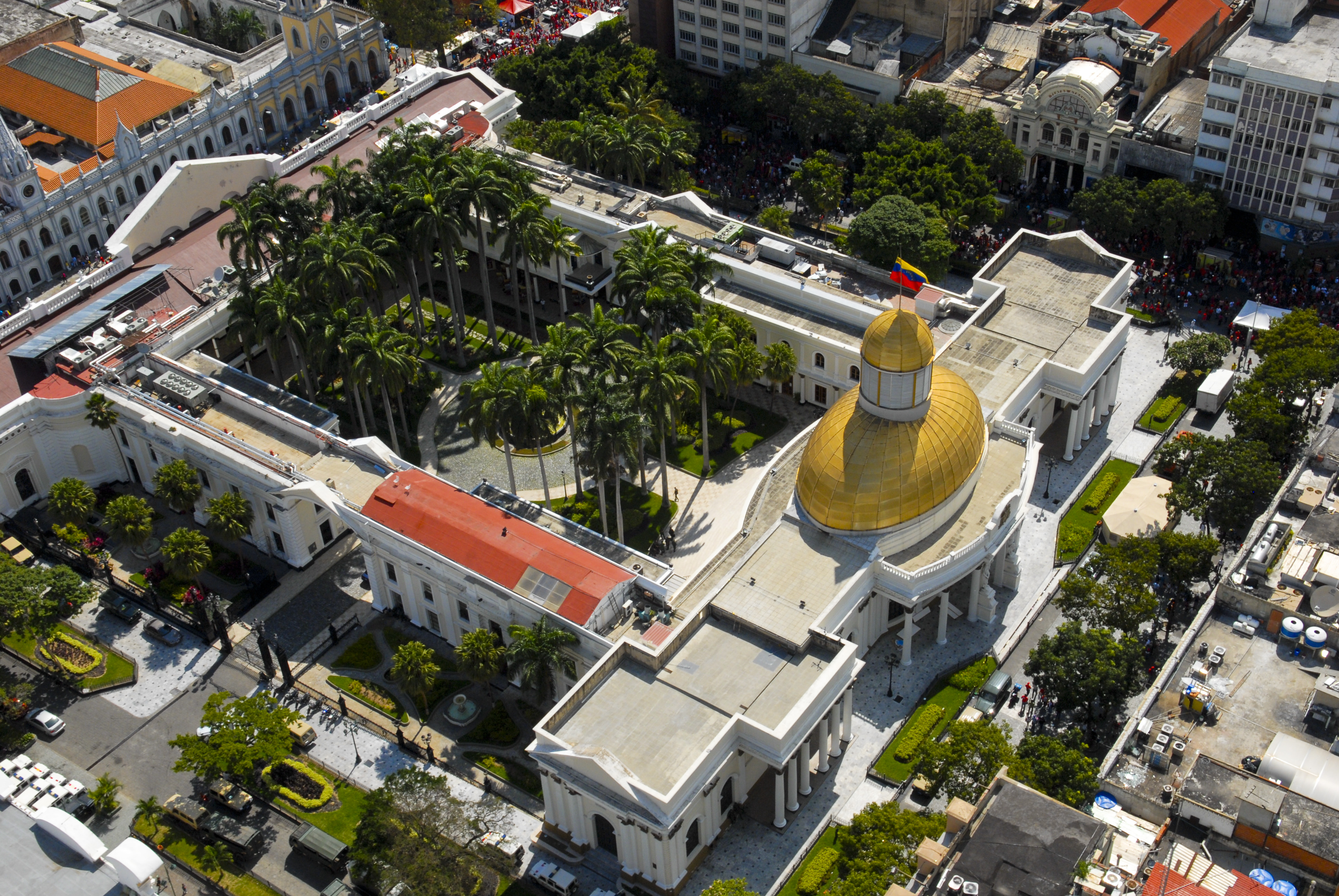
مجلس ملی ونزوئلا

مجلس ملی چهارم ونزوئلا، مجلس قانونگذار دولت فدرال ونزوئلا و یکی از چند مجلس ملی ونزوئلا بود. این نشست پس از انتخابات مجلس ونزوئلا (۲۰۱۵) در کاراکاس برگزار می‌شد.